# Hannoversche Zeitung (1832)
Die Hannoversche Zeitung war eine von der Regierung initiierte und am 1. Januar 1832 erstmals erschienene Zeitung, die anfangs ausdrücklich nur von der politischen Überzeugung des Hauptredakteurs und Herausgebers Georg Heinrich Pertz abhängig war. Die täglich (außer sonntags) erscheinende Zeitung wurde von der Hahnschen Buchhandlung verlegt und in der „Culemann’sche Druckerei und Verlagsanstalt“ gedruckt. Sie darf als erste hannoversche Tageszeitung gelten und bestand aus den drei Teilen Amtlicher Teil, Politisch-Literarischer Teil (die eigentliche Zeitung) und Allgemeiner Anzeiger.
Redakteure der Zeitung, die in der Culemann'schen Druckerei vervielfältigt wurde, waren ein „Dr. Ler“ sowie der Oberpostinspektor Friesland. Für die Hannoversche Zeitung waren zahlreiche Korrespondenten an verschiedenen Orten tätig.

## Geschichte

### Vorläufer
Die Hannoversche Zeitung war die Nachfolgerin der ab 1828 zweimal wöchentlich in Hannover erschienenen Zeitung Hannoversche Nachrichten.
Laut Dieter Brosius besaß Hannover bis zur Herausgabe der Hannoverschen Zeitung 1832 keine eigene Zeitung; „man las Frankfurter oder Hamburger Blätter“.
Als regierungsamtliche Organe waren die Vorläuferinnen der Hannoverschen Zeitung die
- Hannöverische politische Nachrichten (1793–1801) und die
- Hannöverische Nachrichten (1815–31), laut Dieter Brosius[5] „ein reines Anzeigenblatt“, das zwei Mal wöchentlich erschien.

Die Hannoversche Zeitung erschien nach einer Ankündigung von Georg Heinrich Pertz im Dezember
1831 erstmals am 1. Januar 1832.
Ab 1832 wurde die Zeitung zuerst von Friedrich Bernhard Culemann gedruckt, seit 1834 auch herausgegeben. Redakteur war Georg Heinrich Pertz.
Mit dem Regierungsantritt von König Ernst August von Hannover 1837 und dem Rücktritt von Pertz wurde die Zeitung offizielles, auf die regierungsabhängigen Pflichtabnehmer angewiesenes Regierungsorgan.

### Neue Hannoversche Zeitung
Nachdem Friedrich Culemann 1857 die Hannoverschen Anzeigen gekauft hatte, verband er sie mit der Hannoverschen Zeitung zur Neuen Hannoverschen Zeitung, die von 1858 bis 1883 erschienen und ebenfalls regierungsamtlich war.